# Gerd Bosbach
Gerd Bosbach (* 7. Dezember 1953 in Kuchenheim) ist ein deutscher Statistiker und Hochschullehrer. Von 1999 bis 2002 war er Professor an der Hochschule Ansbach, von 2002 bis 2019  Professor für Statistik und Empirische Wirtschafts- und Sozialforschung am RheinAhrCampus der Hochschule Koblenz in  Remagen. Er gilt als Kritiker einer Dramatisierung und Instrumentalisierung der demographischen Entwicklung der Bevölkerung in Deutschland.

## Leben
Nach dem Abitur nahm Bosbach an der Universität zu Köln ein Mathematikstudium mit dem Zweitfach Betriebswirtschaftslehre auf, das er mit dem Diplom abschloss. Anschließend wurde er an  deren Wirtschafts- und Sozialwissenschaftlichen Fakultät im Bereich Statistik promoviert. Anschließend war er wissenschaftlicher Mitarbeiter des Statistischen Bundesamtes. Dort war er vor allem in der Bonner Beratungsstelle zur Beratung des Finanz- und Wirtschaftsministeriums und der wissenschaftlichen Dienste des Deutschen Bundestages tätig. Danach war Bosbach Ausbilder von Informatik-Assistenten und arbeitet in der Statistikabteilung der Kassenzahnärztlichen Bundesvereinigung. Von 1999 bis 2002 war er Professor an der Hochschule Ansbach, von 2002 bis zum Eintritt in den Ruhestand im Jahr 2019 am RheinAhrCampus der Hochschule Koblenz in Remagen.

## Forschungsschwerpunkte
Bosbach beschäftigt sich insbesondere mit Arbeitsmarkt-, Wirtschafts- und Bevölkerungsstatistik, mit Statistiken zur gesundheitlichen Versorgung und mit Statistik-Missbrauch. Als Kritiker der scheinbar statistisch fundierten „Katastrophenszenarien“ zum demographischen Wandel und der These von einer Kostenexplosion im Gesundheitswesen ist er seit 2004 öffentlich hervorgetreten. Obwohl oft zustimmend rezipiert, haben seine Thesen keinen Wandel der öffentlichen Meinung bewirken können.

## Positionen
Der These der Überalterung und der dadurch erzwungenen Hinausschiebung der Altersgrenze und der Rentenabsenkung stellte er 2014 folgende Argumente entgegen:
- Im letzten Jahrhundert hätten wir eine viel größere demografische Verschiebung  bewältigt als für die Zukunft erwartet werde. Das sei von einem massiven Ausbau des Sozialstaates, des Wohlstandes und gleichzeitiger Verkürzung von Lebens-, Jahres- und Wochenarbeitszeit begleitet gewesen. Die Logik, höhere Lebenserwartung, mehr Rentner und weniger Jugendanteil erfordere soziale Einschnitte, versage zumindest rückblickend.
- Ein Blick auf die Bevölkerungspyramiden weltweit zeige, dass nicht die Staaten mit jungen Bevölkerungen, sondern die mit älteren Bevölkerungen wohlhabend seien.
- Bei den Demografie-Betrachtungen würden oft mittels statistischer Tricks große angsterregende Zahlen erst erzeugt: kleine jährliche Veränderungen würden über viele Jahrzehnte zusammengefasst; für 2060 werde meist ein Renteneintrittsalter von 65 Jahren angenommen.
- Produktivitätsentwicklungen  würden bei den demografischen Zukunftsbetrachtungen vollständig ausgeklammert, ebenso die Reserven auf dem heutigen Arbeitsmarkt (Arbeitslose, erzwungene Teilzeitarbeit, stille Reserve u. a.).
- Das Finanzierungsproblem der Renten sei keine Folge des demografischen Faktors, sondern der Verteilungspolitik, die seit Jahren mehr Wert auf die Förderung der Großvermögen und Arbeitgeber lege.
- Der anhaltende Sparkurs im Bildungswesen mache das Gerede, man befürchte einen Mangel an ausgebildeten jungen Arbeitskräften, unglaubwürdig.

2019 setzte sich Bosbach mit den Thesen zur Lage der gesetzlichen Rentenversicherung in Deutschland auseinander, die der Wirtschaftswissenschaftler Axel Börsch-Supan öffentlich vertrat, als die sogenannte Rentenkommission der Bundesregierung zusammentrat. Bosbach kritisierte den von Börsch-Supan gewählten Indikator „Mehrkosten“, weil „Mehrkosten“ definitionsgemäß immer bei 0 begännen, also sehr schnell dramatisch wirkende Steigerungsraten aufwiesen. Bei der Berechnung des Altersquotienten gehe Börsch-Supan selbst für 2060 von einem Renteneintrittsalter von 65 aus, obwohl die Rente ab 67 schon längst beschlossene Sache sei.
2019 kritisierte Bosbach die „national-soziale“ Rentenpolitik der Alternative für Deutschland und insbesondere des AfD-Politikers Björn Höcke.
Hinsichtlich des Pflegenotstandes warnte er 2021 im Handelsblatt davor, auch hier die Demografie als Erklärung heranzuziehen. Vielmehr seien schlechte Bezahlung, Belastung am Arbeitsplatz und ausufernde Dokumentationspflichten Ursache des Fachkräftemangels in der Pflege.

## Auszeichnung
Bosbach erhielt 2006 den Ehrenpreis Die Goldene Falte des Büros gegen Altersdiskriminierung.

## Veröffentlichungen (Auswahl)
- Robuste Mittelwert-Schätzer bei Verletzung der Unabhängigkeitsannahme. Eine vergleichende Simulationsstudie. Eul, Bergisch Gladbach/Köln 1988, ISBN 3-89012-134-9.
- Demografische Entwicklung – nicht dramatisieren! In: Gewerkschaftliche Monatshefte, Februar 2004, S. 98–105 (PDF; 126 kB)
- Die Panik der Deutschen. In: Süddeutsche Zeitung. 24. April 2006, S. 2 (PDF)
- Die demographische Revolution liegt schon hinter uns. In: Welt am Sonntag. 14. Mai 2006
- Demographische Entwicklung - Realität und mediale Aufbereitung. In: Berliner Debatte Initial. 3/2006, S. 59–66
- Demografische Entwicklung: Realität und mediale Dramatisierung. In: Kai Biehl & Norbert Templ: Europa altert – na und? Arbeiterkammer Wien, 2007, S. 28–32 (PDF)
- mit Klaus Bingler: Der Mythos von der Kostenexplosion im Gesundheitswesen. In: Soziale Sicherheit. 9/2007
- Statistiken: Das Rentenkomplott. In: Der Tagesspiegel. 20. Dezember 2007
- mit Klaus Bingler: Droht eine Kostenlawine im Gesundheitswesen? Irrtümer und Fakten zu den Folgen einer alternden Gesellschaft. In: Soziale Sicherheit. 1/2008, S. 5–12
- Demografische Modellrechnungen. Fakten und Interpretationsspielräume. In: Reinhold Popp & Elmar Schüll (Hrsg.): Zukunftsforschung und Zukunftsgestaltung. Beiträge aus Wissenschaft und Praxis. Springer, Berlin/Heidelberg 2009, ISBN 978-3-540-78563-7, S. 523–538
- Bevölkerungsentwicklung. In: Gabriele Gillen & Walter van Rossum (Hrsg.): Schwarzbuch Deutschland. Das Handbuch der vermissten Informationen. Rowohlt, Reinbek 2009, ISBN 978-3-498-02504-5.
- mit Jens Jürgen Korff: Lügen mit Zahlen. Wie wir mit Statistiken manipuliert werden. Heyne, München 2011, ISBN 978-3-453-17391-0; ebd. 2012, ISBN 978-3-453-60248-9.
  - Lügen mit Zahlen, Blog zum Buch
  - Lügen mit Zahlen - die Autoren Bosbach und Korff im Gespräch mit Carsten Schmidt, Website des Lexikus Verlags, 8. Mai 2013
- Demographische Horrorszenarien – Warum wir positiv in die Zukunft blicken können. In: Süddeutsche Zeitung. 2. Januar 2012
- mit Jens Jürgen Korff: Altersarmut in einem reichen Land. Zur Logik eines scheinbaren Widerspruchs. In: Christoph Butterwegge, Gerd Bosbach & Matthias W. Birkwald (Hrsg.): Armut im Alter. Probleme und Perspektiven der sozialen Sicherung. Campus-Verlag, Frankfurt/New York 2012, ISBN 978-3-593-39752-8, S. 175–188
- mit Jens Jürgen Korff: Die Zahlentrickser. Das Märchen von den aussterbenden Deutschen und andere Statistiklügen. Heyne, München 2017, ISBN 978-3-453-20132-3.